# Micralestes stormsi
Micralestes stormsi là một loài cá thuộc họ Alestiidae. Nó được tìm thấy ở Burundi, Cộng hòa Dân chủ Congo, Tanzania, and Zambia. Môi trường sống tự nhiên của nó là các con sông.